# Озимо
О̀зимо (на италиански: Osimo) е град в Италия. Намира се в провинция Анкона на област (регион) Марке. Разположен е на около 20 km на югозапад от брега на Адриатическо море и провинциалния център град Анкона. Население 32 798 жители към 28 февруари 2009 г.